# Une si simple histoire
Une si simple histoire és una pel·lícula tunisiana d'Abdellatif Ben Ammar, estrenada el 1970. Aquest primer llargmetratge del director va guanyar el Tanit de Bronze al Festival de Cinema de Cartago el mateix any.

## Sinopsi
Un productor de televisió, Chamseddine, decideix rodar un reportatge sobre els treballadors tunísia que van marxar a treballar a França i van tornar al país. Així coneix Hamed i la seva dona Maoura, d'origen espanyol. Ben Ammar filma les dificultats que ha viscut el cineasta per fer el seu documental, i els calvaris que han viscut les parelles formades per Hamed i Maoura, Chamseddine i Merle, la promesa francesa del director.

## Repartiment
- Foued Zaouche (Chamseddine)
- Juliet Berto (Merle)
- Amor Khalfa (Hamed)
- Pia Colombo (Maoura)

## Distincions
Une si simple histoire es va presentar a la selecció oficial del 23è Festival Internacional de Cinema de Canes. Va obtenir el Tanit de Bronze durant el Festival de Cinema de Cartago de 1970.